# Cilli Willeke
Cilli Willeke (* 1929 in Bous) ist eine deutsche Malerin.

## Leben
In den 1940er Jahren nahm Cilli Willeke bei dem Maler Jakob Schug ein Privatstudium auf und war ab 1946 in dem kunstgewerblichen Atelier Weiland in Bous beschäftigt. Von 1948 bis 1949 arbeitete sie als Keramikmalerin bei Villeroy & Boch Mettlach.  1949 heiratet sie den Maler Günther Willeke, mit dem sie drei Kinder hat. Seit 1973 gehört sie der Künstlergruppe Untere Saar, Saarlouis an, in der sie von 1989 bis 1990 als Vorsitzende tätig war. 1976 gestaltete sie eine Keramikwand im Pfarrzentrum Koblenz Lützel. 1987 war sie Gründungsmitglied des Kunstverein – Cercle artistique international „LIMES“.

## Ausstellungen (Auswahl)
- Schwalbach, Altes Schloss Dillingen, DRK Krankenhaus Saarlouis, Rathaus Bous, CEB Merzig, Kath. Akademie Trier, Neuwied, Saarwellingen, Echternach, Kurfürstliches Museum Trier, Wittlich, Metz, Bad Kreuznach, Birkenfeld, Mainz, Eisenhüttenstadt, St Nazaire, Blieskastel, Kernforschungs-Zentrum Cern-Genf
- 2017: Atelier des Museum Haus Ludwig, Saarlouis
- 2019: Vernissage im Alten Rathaus, Saarwellingen
- 2019: Ludwig Galerie:„KOMPLEMENTÄR“ - KÜNSTLERGRUPPE UNTERE SAAR E. V. UND KUNST FORUM SAARLOUIS E. V.

## Preise und Auszeichnungen
- 1993: Prix „Konrad Adenauer“ in der Ausstellung „Saar – Lor – Lux“
- 1994: 1. Preis für Malerei in der Ausstellung „Limes“ in Wittlich
- 1996: 1. Preis im Plakatwettbewerb Saarlouiser Kleinkunst – Rasen
- 2001: Kulturpreis der Gemeinde Schwalbach

## Kunst am Bau
- Wandgestaltung in der Kath. Pfarrkirche, Griesborn
- Wandbild in der Kapelle St. Josef Schwalbach, Elm (Schwalbach (Saar))